# 9295 Доналдянґ
9295 Доналдянґ (9295 Donaldyoung) — астероїд головного поясу, відкритий 2 вересня 1983 року.
Тіссеранів параметр щодо Юпітера — 3,511.